# Земля Бигуден

Флаг Земли Бигуден

Земля Бигуден или Бигуден (фр. Pays Bigouden, брет. Ar Vro Vigoudenn произносится ['vro vi’gudn]) — территория в департаменте Финистер области Бретань во Франции, располагающаяся юго-западнее города Кемпер. Название приобрела от местного традиционного женского головного убора, и оно было неофициальным, но позднее название было официально утверждено.

## География
Традиционная территория была составлена тремя группами кантонов: Гильвинек, Пон-л’Аббе и Плогастель — Сан-Жермен. Столица Земли Бигуден город Пон-л'Аббе. В настоящее время Бигуден разделен на две группы коммун: Объединение коммун юга Земли Бигуден и Объединение коммун Верхней Земли Бигуден:
- Кантон Гильвинек
  - Гильвинек
  - Трефьягат
  - Локтюди
  - Пенмарк
  - Плобанналек — Лескониль
- Кантон Пон-л’Аббе
  - Комбри - Сент-Марин
  - Иль-Тюди
  - Пломёр
  - Пон-л'Аббе
  - Сен-Жан-Тролимон
  - Трегеннек
  - Тремеок
- Кантон Плогастель — Сан-Жермен
  - Ландюдек
  - Пёмери
  - Плогастель - Сан-Жермен
  - Плован
  - Плозеве
  - Плонеур-Ланверн
  - Пулдрёцик
  - Треога

## Культурная самобытность
Отличительные особенности привычек и одежды этой местности привлекали художников и этнологов с конца восемнадцатого века, что привело к возникновению уникальных теорий, заявлявших, что местное население произошло от докельтских коренных обитателей Бретани, или что «физиогномическая схожесть» с монголами указывает на происхождение от древней Азиатской расы.
В течение девятнадцатого века местные костюмы в большей мере приобрели законченный и красочный вид. Особенно известен стал высокий шнурованный чепец, носимый женщинами и называемый бигуден, который покрывал только макушку головы, а в основании головного убора был закреплен вытянутый треугольной кусок ткани. На них были вышиты узоры цветов. К 1900 году этот головной убор приобрел форму высокой сахарной головы. В начале двадцатого века чепец стал еще выше: он достигал 15-20 сантиметров в конце 1920-х и стал еще выше сразу после Второй мировой войны. К 2000 году чепец возвышался на 30-35 сантиметров при ширине в основании 12-14 сантиметров. Статуя работы Рене Квилливика Бигуден в Пор-Пулане изображает женщину в головном уборе. Статуя отмечает границу между Землей Бигуден и Кап-Сизен.
Пьер-Жак Хельяс, бретонский писатель двадцатого века, был из Бигудена.

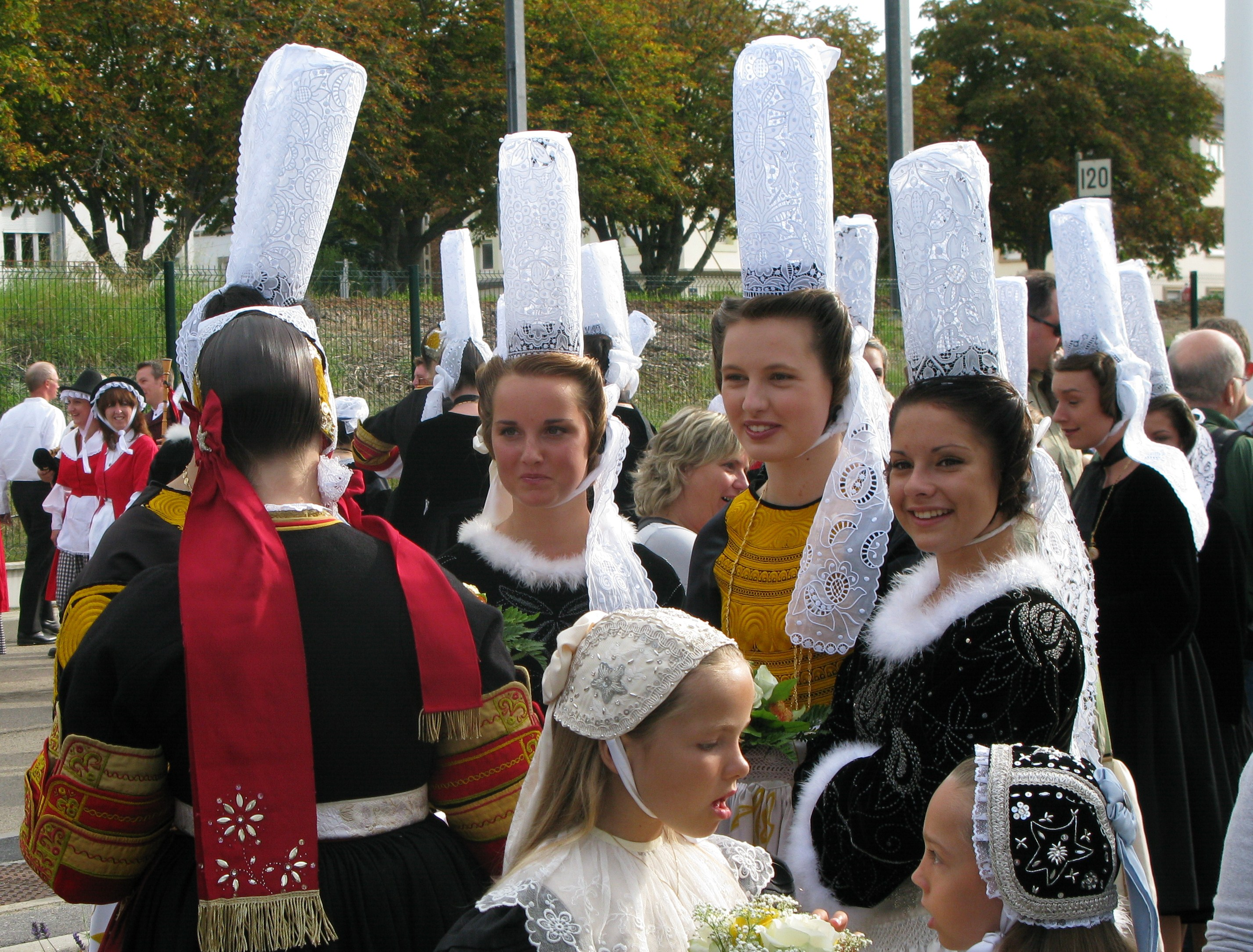
Традиционный головной убор Земли Бигуден

## Флаг
Флаг Земли Бигуден был создан в 1992 году как часть программы по продвижению этой территории. Он был разработан Бернардом Бруном по запросу Ассоциации по развитию Земли Бигуден и состоит из трех частей. Левая включает символику горностая, представляющую двадцать коммун Бигудена (формально 22 коммуны). Золотой цвет передает искусство местной вышивки золотом, которая когда-то доминировала в регионе. Три оранжевых полосы справа связаны с тремя кантонами, образующими Бигуден.